# Bénivay-Ollon
Pour les articles homonymes, voir Ollon (homonymie).
Bénivay-Ollon est une commune française située dans le département de la Drôme, en région Auvergne-Rhône-Alpes.
Ses habitants sont dénommés les Bénivalois.

## Géographie

### Localisation
Rattachée à la  communauté de communes des Baronnies en Drôme Provençale, Bénivay-Ollon est une commune de la Drôme provençale. Elle est située au sud-est de Nyons et à 9 km au nord-ouest de Buis-les-Baronnies.

### Relief et géologie
Sites particuliers :
- Défilé sauvage de l'Eyguemarse[1] ;
- Montagne de Peitieux[1].

### Hydrographie
La commune est arrosée par :
- la rivière l'Eyguemarse[2], affluent de l'Ouvèze[3] qui la traverse du nord au sud.

Cette rivière, attestée en 1891 sous le vocable Aigues-Marses, est dite prendre sa source sur la commune ;
- le ravin de Saint-Jean, affluent de l'Eyguemarse[2] ;
- le ravin des Bourbons, affluent de l'Eyguemarse[2] ;
- le ruisseau de la Rangère, affluent de l'Eyguemarse[2] ;
- le ruisseau des Girards, affluent de l'Eyguemarse[2].

### Climat
Pour des articles plus généraux, voir Climat d'Auvergne-Rhône-Alpes et Climat de la Drôme.
En 2010, le climat de la commune est de type climat méditerranéen altéré, selon une étude du CNRS s'appuyant sur une série de données couvrant la période 1971-2000. En 2020, Météo-France publie une typologie des climats de la France métropolitaine dans laquelle la commune est exposée à un climat de montagne ou de marges de montagne et est dans une zone de transition entre les régions climatiques « Provence, Languedoc-Roussillon » et « Alpes du sud ». 
Pour la période 1971-2000, la température annuelle moyenne est de 12,1 °C, avec une amplitude thermique annuelle de 17,2 °C. Le cumul annuel moyen de précipitations est de 816 mm, avec 6,9 jours de précipitations en janvier et 3,8 jours en juillet. Pour la période 1991-2020, la température moyenne annuelle observée sur la station météorologique de Météo-France la plus proche, sur la commune de Puyméras à 6 km à vol d'oiseau, est de 14,2 °C et le cumul annuel moyen de précipitations est de 700,2 mm,. Pour l'avenir, les paramètres climatiques de la commune estimés pour 2050 selon différents scénarios d'émission de gaz à effet de serre sont consultables sur un site dédié publié par Météo-France en novembre 2022.

### Voies de communication et transports
La commune n'est accessible que par la route départementale RD 347 (depuis Propiac).

## Urbanisme

### Typologie
Au 1er janvier 2024, Bénivay-Ollon est catégorisée commune rurale à habitat très dispersé, selon la nouvelle grille communale de densité à 7 niveaux définie par l'Insee en 2022.
Elle est située hors unité urbaine et hors attraction des villes,.

### Occupation des sols
L'occupation des sols de la commune, telle qu'elle ressort de la base de données européenne d’occupation biophysique des sols Corine Land Cover (CLC), est marquée par l'importance des forêts et milieux semi-naturels (71,4 % en 2018), en diminution par rapport à 1990 (73,2 %). La répartition détaillée en 2018 est la suivante : forêts (64,7 %), zones agricoles hétérogènes (28,6 %), milieux à végétation arbustive et/ou herbacée (6,7 %). L'évolution de l’occupation des sols de la commune et de ses infrastructures peut être observée sur les différentes représentations cartographiques du territoire : la carte de Cassini (XVIIIe siècle), la carte d'état-major (1820-1866) et les cartes ou photos aériennes de l'IGN pour la période actuelle (1950 à aujourd'hui).

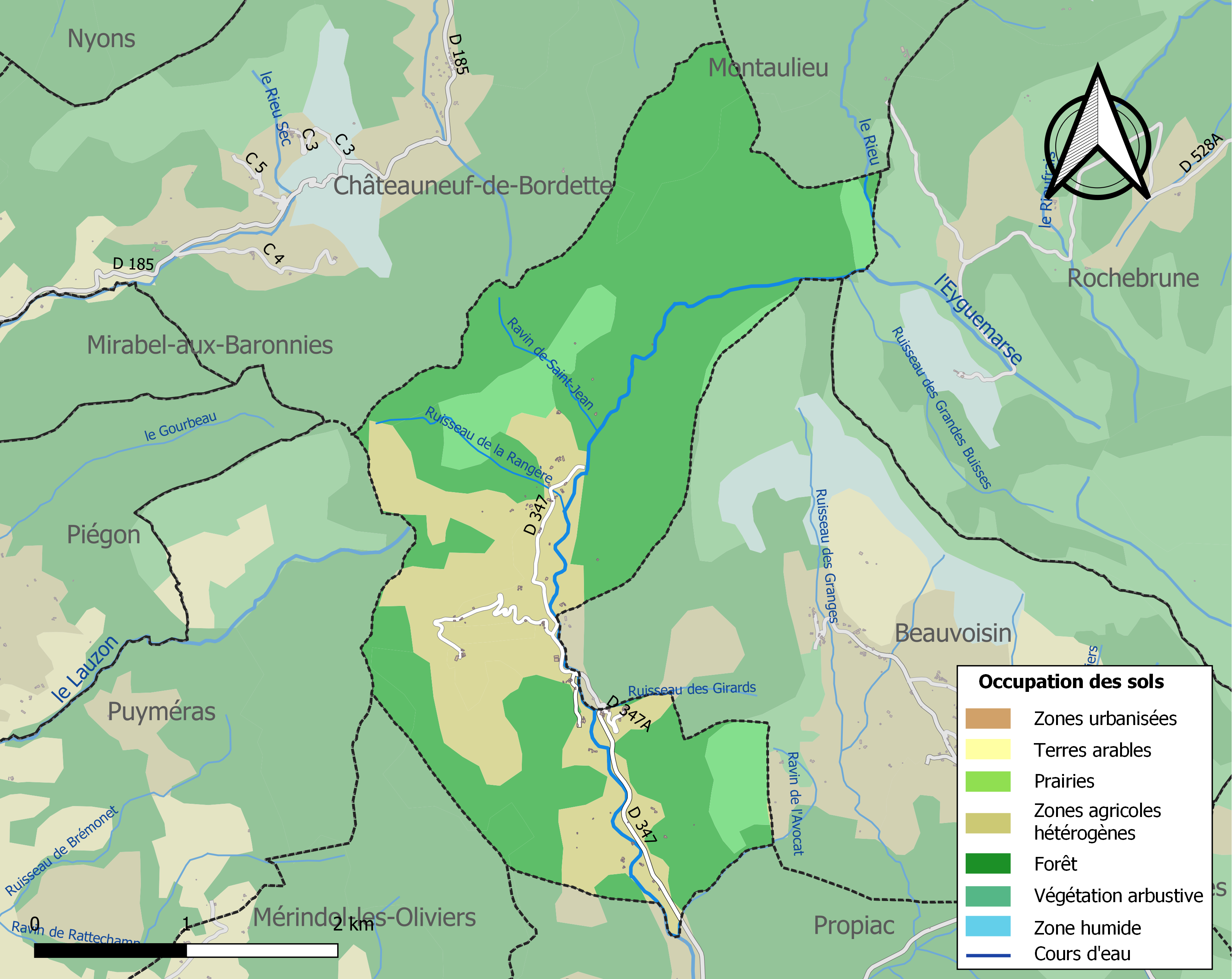
Carte des infrastructures et de l'occupation des sols de la commune en 2018 (CLC).

### Morphologie urbaine

#### Quartiers, hameaux et lieux-dits
Site Géoportail (carte IGN) :
- Chapelle Saint-Jean
- Ferme de Barastraye
- Ferme de Font Jaisse
- Ferme de la Coste
- Ferme des Bourbons
- Ferme de Velouze
- Ferme du Plan
- Fermes du Casset
- Fermes du Jardin d'Ollon
- Font Vieille
- Grange de Prayas
- la Borie
- la Petite Auzière
- la Tour
- les Bœufs
- les Rognes
- les Terrasses
- les Touysses
- Notre-Dame
- Pié du Bœuf
- Plan Reynaud
- Ratavon
- Ruines d'Ollon
- Saint-Sosier
- Singlard
- Sous Ville

## Toponymie

### Attestations

#### Bénivay
Dictionnaire topographique du département de la Drôme :
- 1293 : castrum de Beuvennay (inventaire des dauphins, 221).
- 1300 : castrum de Benivayo (Valbonnais, II, 101).
- 1317 : Benneuvay (Lacroix, Le canton du Buis, 8).
- 1777 : Benivais (alman. du Dauphiné).
- 1788 : Benevais (alman. du Dauphiné).
- 1891 : Bénivay, commune du canton de Buis-les-Baronnies. Son chef-lieu est au hameau des Granges.

1909 ou 1911[réf. nécessaire] : Bénivay-Ollon.

#### Ollon
- 1252 : castrum de Avalono (inventaire des dauphins, 252)[17] :
- 1284 : castrum de Aulono (Valbonnais, II, 118)[17].
- 1670 : mention de la paroisse : ecclesia de Aulono (archives de la Drôme, E 4177)[17].
- 1670 : mention de la chapelle Saint-Jean : ecclesia Auloni (archives de la Drôme, E 477), église paroissiale d'Ollon[18].
- XVIIIe siècle : Aulon (inventaire de la chambre des comptes)[17].
- XVIIIe siècle :  mention de la chapelle Saint-Jean : Saint Jean d'Ollon (carte de Cassini)[18].
- 1705 : Olon (dénombr. du roy.)[17].
- 1891 : Ollon, commune du canton de Buis-les-Baronnies[17].

### Étymologie
Bénivay
Plusieurs hypothèses :
- de l'occitan ben i vai « il y va bien »[19][source insuffisante] ;
- de ben « rocher » et nivay « canal », signifiant « montagne du torrent » ou « torrent de la montagne »[20][source insuffisante] ;
- des mots latin bene et adventum, le tout signifiant « bon accueil » et par extension l'« endroit accueillant »[réf. nécessaire].

Ollon
Ollon est issu du gaulois aballo- qui signifie « pommier » ou « verger »,. Le simple abalo- (un seul « l ») signifiant « pomme » (cf. gallois afall, breton avallen « pommier » ; gallois afal, breton aval « pomme »). La terminaison toponymique -o/-on est un suffixe neutre localisant et Ollon se comprend donc comme « la pommeraie » ou « le verger ».
Homonymie avec Avallon (Yonne, Aballo IVe siècle) avec un traitement phonétique différent. La commune d'Ollon (canton de Vaud, en Suisse) aurait la même étymologie.

## Histoire

### Antiquité: les Gallo-romains
Présence romaine.

### Du Moyen Âge à la Révolution
La seigneurie de bénivay :
- Au point de vue féodal, la terre (ou seigneurie) était du fief de la baronnie de Mévouillon.
- 1330 : possession des Rémuzat.
- Fin XVIe siècle : la terre passe (par mariage) aux Armand.
- 1659 : elle est vendue aux Agoult.
- 1738 : passe (par mariage) aux Trémolet de Montpezat.
- Peu de temps avant la Révolution : elle passe aux Tertulle-Bucelly, derniers seigneurs de Bénivay.

La seigneurie d'Ollon : 
- Au point de vue féodal, la terre (ou seigneurie) était du fief des barons de Montauban.
- 1317 : possession des Scoffin qui l'hommagent au pape.
- 1330 : elle passe aux Rémuzat.
- Milieu XVIe siècle : passe (par mariage) aux Armand.
- 1655 : saisie, elle est acquise par les Livache.
- 1656 : vendue aux Agoult.
- 1738 : passe (par mariage) aux Trémolet de Montpezat.
- 1769 : la terre appartient aux Arbalestier. Cependant, les Trémolet de Montpezat étaient encore seigneurs d'Ollon en 1790.

En 1348, la peste ravage toute la région. Elle ne laissera aucun survivant dans le village[réf. nécessaire].
Avant 1790, Bénivay était une communauté de l'élection de Montélimar et de la subdélégation et du bailliage du Buis.

Elle formait une paroisse du diocèse de Vaison. Son église, dédiée à saint Antoine, était celle d'un prieuré séculier dont le titulaire était décimateur à Beauvoisin, Bénivay et Ollon.
Avant 1790, Ollon était une communauté de l'élection de Montélimar et de la subdélégation et du bailliage du Buis.

Elle formait une paroisse (voir Saint-Jean) du diocèse de Vaison, unie dès le XVIIIe siècle à celles de Beauvoisin et de Bénivay.

### De la Révolution à nos jours
En 1790, Bénivay forme, avec Beauvoisin et Ollon, une commune du canton de Mollans.

La même année, Ollon est comprise dans le canton de Mollans.
La réorganisation de l'an VIII (1799-1800) fait de Bénivay et d'Ollon deux communes du canton du Buis-les-Baronnies,.
En 1891 : le dictionnaire topographique de la Drôme présente Bénivay et Ollon comme deux communes séparées,.
En 1909, les deux communes fusionnent sous le nom de Bénivay-Ollon.

## Politique et administration

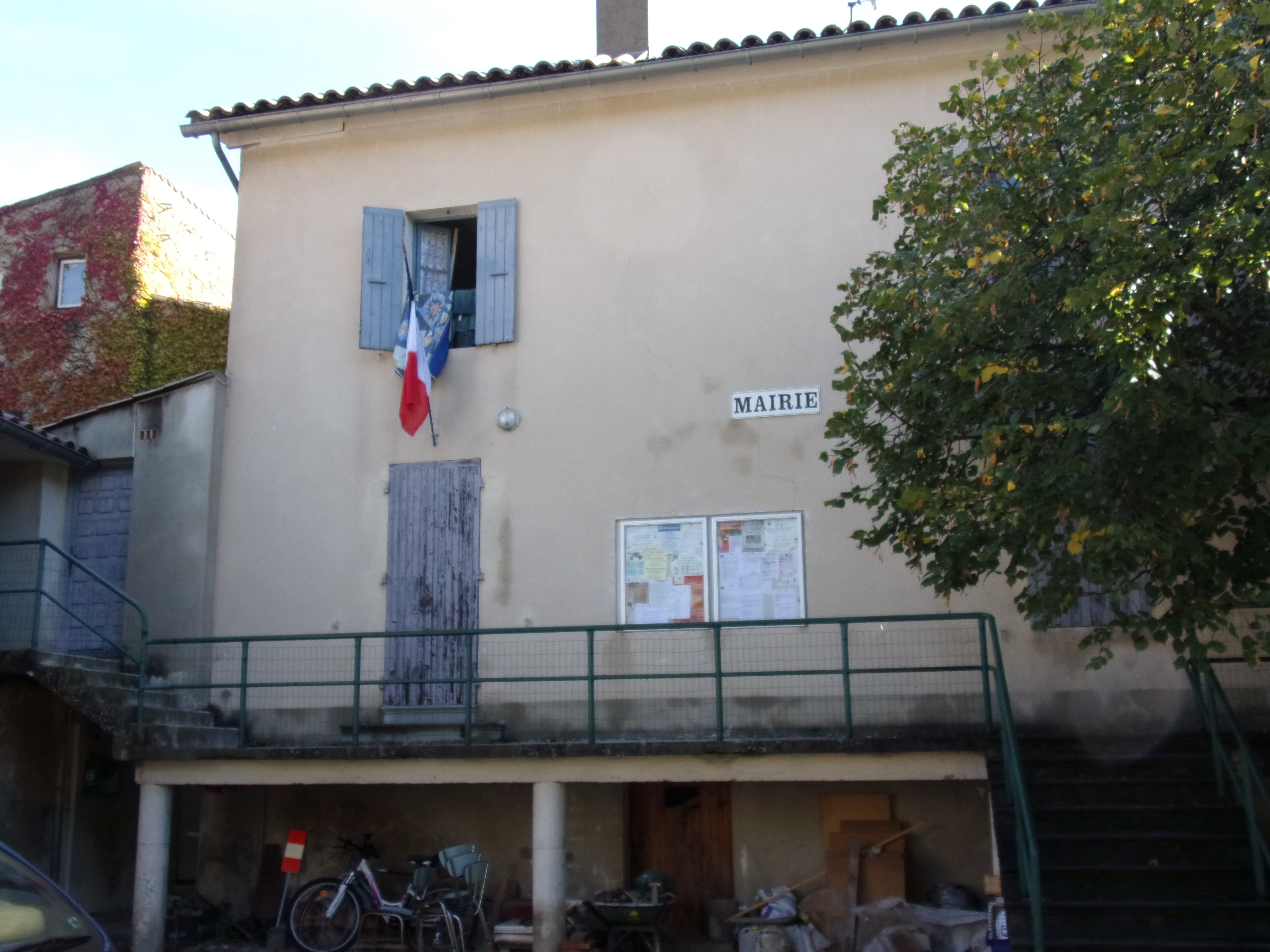
Mairie de Bénivay-Ollon.

### Liste des maires
| Période                                                                      | Période                       | Identité                              | Étiquette | Qualité                |
| ---------------------------------------------------------------------------- | ----------------------------- | ------------------------------------- | --------- | ---------------------- |
| Les données manquantes sont à compléter. : commune de Bénivay                |                               |                                       |           |                        |
| 1871                                                                         | 1911                          | ?Louis Rigaud                         |           | agriculteur            |
| Les données manquantes sont à compléter. : commune d'Ollon                   |                               |                                       |           |                        |
| 1871                                                                         | 1878                          | Laurent Jouve                         |           | agriculteur            |
| Les données manquantes sont à compléter. : commune de Bénivay-Ollon (1911 ?) |                               |                                       |           |                        |
| 1911                                                                         | 1919                          | Sylvain Samuel                        |           |                        |
| 1912                                                                         | 1919                          | Sylvain Samuel                        |           | maire sortant          |
| 1919                                                                         | 1923                          | Sylvain Samuel                        |           | maire sortant          |
| 1923 (élection ?)                                                            | 1925                          | Emilien Rigaud                        |           |                        |
| 1925                                                                         | 1927                          | Emilien Rigaud                        |           | maire sortant          |
| 1927 (élection ?)                                                            | 1929                          | Camille Charrasse                     |           |                        |
| 1929                                                                         | 1935                          | Abel Mouret                           |           |                        |
| 1935                                                                         | 1945                          | Abel Mouret                           |           | maire sortant          |
| 1945                                                                         | 1947                          | Abel Mouret                           |           | maire sortant          |
| 1947                                                                         | 1953                          | Danton Gras                           |           |                        |
| 1953                                                                         | 1959                          | Abel Mouret                           |           |                        |
| 1959                                                                         | 1965                          | Germain Charrasse                     |           |                        |
| 1965                                                                         | 1971                          | Germain Charrasse                     |           | maire sortant          |
| 1971                                                                         | 1977                          | Germain Charrasse                     |           | maire sortant          |
| 1977                                                                         | 1983                          | Germain Charrasse                     |           | maire sortant          |
| 1983                                                                         | 1989                          | Germain Charrasse                     |           | maire sortant          |
| 1989                                                                         | 1995                          | Germain Charrasse                     |           | maire sortant          |
| 1995                                                                         | 2001                          | Jean-Claude Blanchard                 |           |                        |
| 2001                                                                         | 2008                          | Jean-Claude Blanchard                 |           | maire sortant          |
| 2008                                                                         | 2014                          | Jean-Claude Blanchard                 |           | maire sortant          |
| 2014                                                                         | 2020                          | Daniel Charrasse                      | DVG       | retraité (agriculteur) |
| 2020                                                                         | En cours (au 10 janvier 2021) | Daniel Charrasse[source insuffisante] |           | maire sortant          |

## Population et société

### Démographie
L'évolution du nombre d'habitants est connue à travers les recensements de la population effectués dans la commune depuis 1793. Pour les communes de moins de 10 000 habitants, une enquête de recensement portant sur toute la population est réalisée tous les cinq ans, les populations de référence des années intermédiaires étant quant à elles estimées par interpolation ou extrapolation. Pour la commune, le premier recensement exhaustif entrant dans le cadre du nouveau dispositif a été réalisé en 2008.

En 2022, la commune comptait 76 habitants, en évolution de +22,58 % par rapport à 2016 (Drôme : +2,64 %, France hors Mayotte : +2,11 %).
| 1793 | 1800 | 1806 | 1821 | 1831 | 1836 | 1841 | 1846 | 1851 |
| ---- | ---- | ---- | ---- | ---- | ---- | ---- | ---- | ---- |
| 175  | 169  | 81   | 105  | 123  | 123  | 120  | 92   | 101  |

| 1856 | 1861 | 1866 | 1872 | 1876 | 1881 | 1886 | 1891 | 1896 |
| ---- | ---- | ---- | ---- | ---- | ---- | ---- | ---- | ---- |
| 100  | 112  | 115  | 107  | 95   | 103  | 88   | 90   | 89   |

| 1901 | 1906 | 1911 | 1921 | 1926 | 1931 | 1936 | 1946 | 1954 |
| ---- | ---- | ---- | ---- | ---- | ---- | ---- | ---- | ---- |
| 83   | 72   | 120  | 100  | 95   | 85   | 87   | 77   | 64   |

| 1962 | 1968 | 1975 | 1982 | 1990 | 1999 | 2006 | 2008 | 2013 |
| ---- | ---- | ---- | ---- | ---- | ---- | ---- | ---- | ---- |
| 53   | 44   | 55   | 77   | 74   | 57   | 62   | 64   | 62   |

| 2018 | 2022 | - | - | - | - | - | - | - |
| ---- | ---- | - | - | - | - | - | - | - |
| 70   | 76   | - | - | - | - | - | - | - |

### Enseignement
Bénivay-Ollon dépend de l'Académie de Grenoble. La commune n'a pas d'école ; les élèves sont scolarisés à Buis-les-Baronnies.

### Manifestations culturelles et festivités
- Le Ban du tilleul lance la récolte de la fleur emblématique des Baronnies le 1er samedi de juin[29],[30].

### Loisirs
- Randonnées[1] : le GR9 passe au nord de la commune ; d'autres sentiers sont balisés[2].
- Chasse[1].

### Cultes

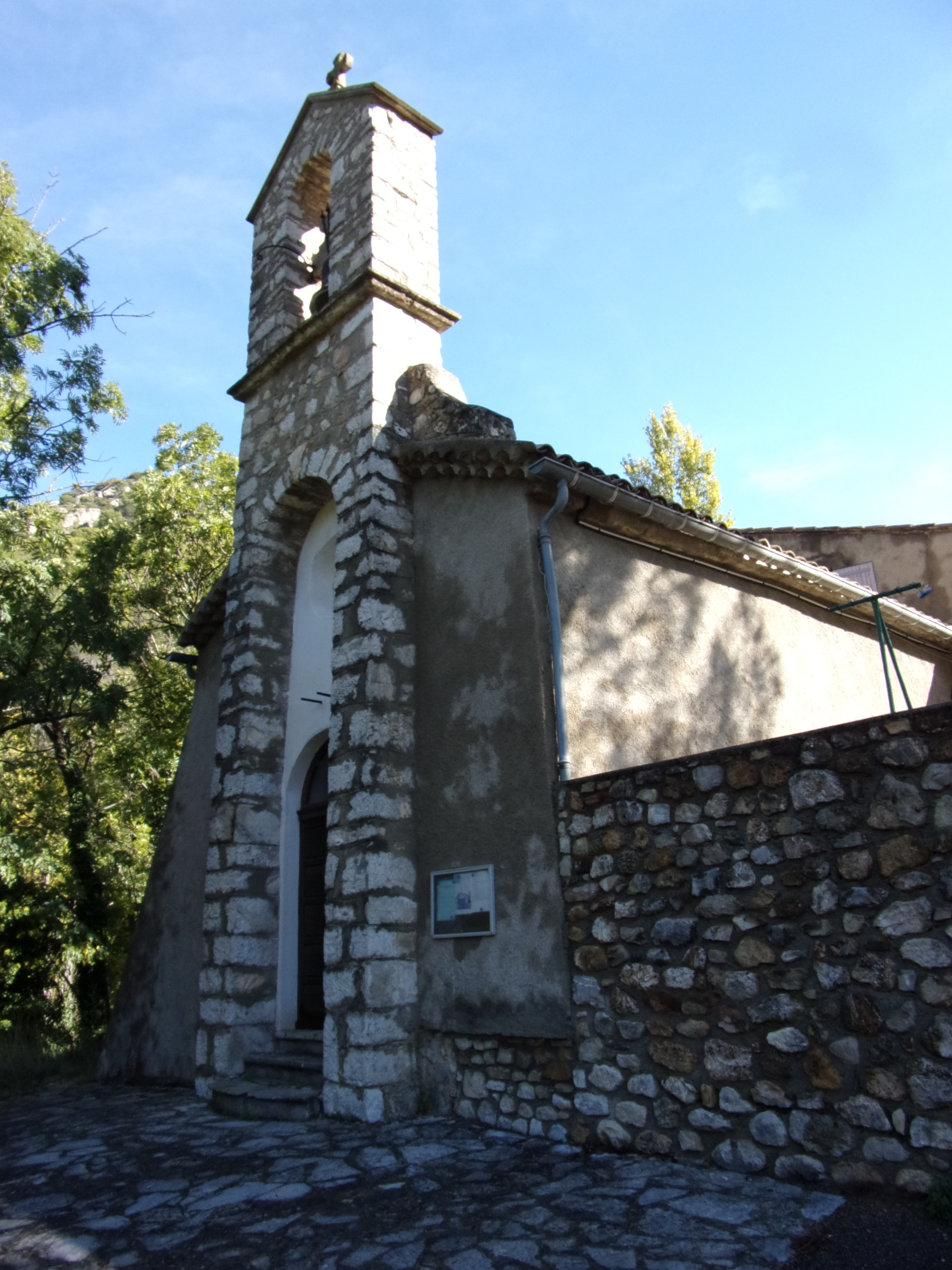
Église de Bénivay-Ollon.

La paroisse catholique de Bénivay-Ollon dépend du diocèse de Valence, doyenné de Buis-les-Baronnies.

## Économie

### Agriculture
En 1992 : oliviers (huile d'olive), vignes, vergers, ovins.
La variété de tilleul, dite Bénivay, est originaire du village. Ses bractées sont particulièrement longues, de 15 à 20 centimètres[réf. nécessaire].

### Tourisme
- Camping de l'Écluse[2]
- Chambres d'hôte : ferme de l'Ayguemarse[réf. nécessaire].
- Gites[réf. nécessaire].

## Culture locale et patrimoine

### Lieux et monuments
- Ruines du castrum d'Ollon sur un rocher abrupt au-dessus de la chapelle Saint-Jean[réf. nécessaire].
- Chapelle ruinée Notre-Dame-de-Pirtempli (XIIe siècle)[1].
- Chapelle rurale Saint-Jean-d'Ollon (XIIIe siècle) : peintures en trompe-l'œil[1].
- Fermes[1].
- Église Saint-Antoine de Bénivay.

### Patrimoine culturel
- Artisanat d'art : poterie[1].

### Héraldique, logotype et devise
|  | Bénivay-Ollon possède des armoiries dont l'origine et le blasonnement exact ne sont pas disponibles. |